# Petrovskipassage

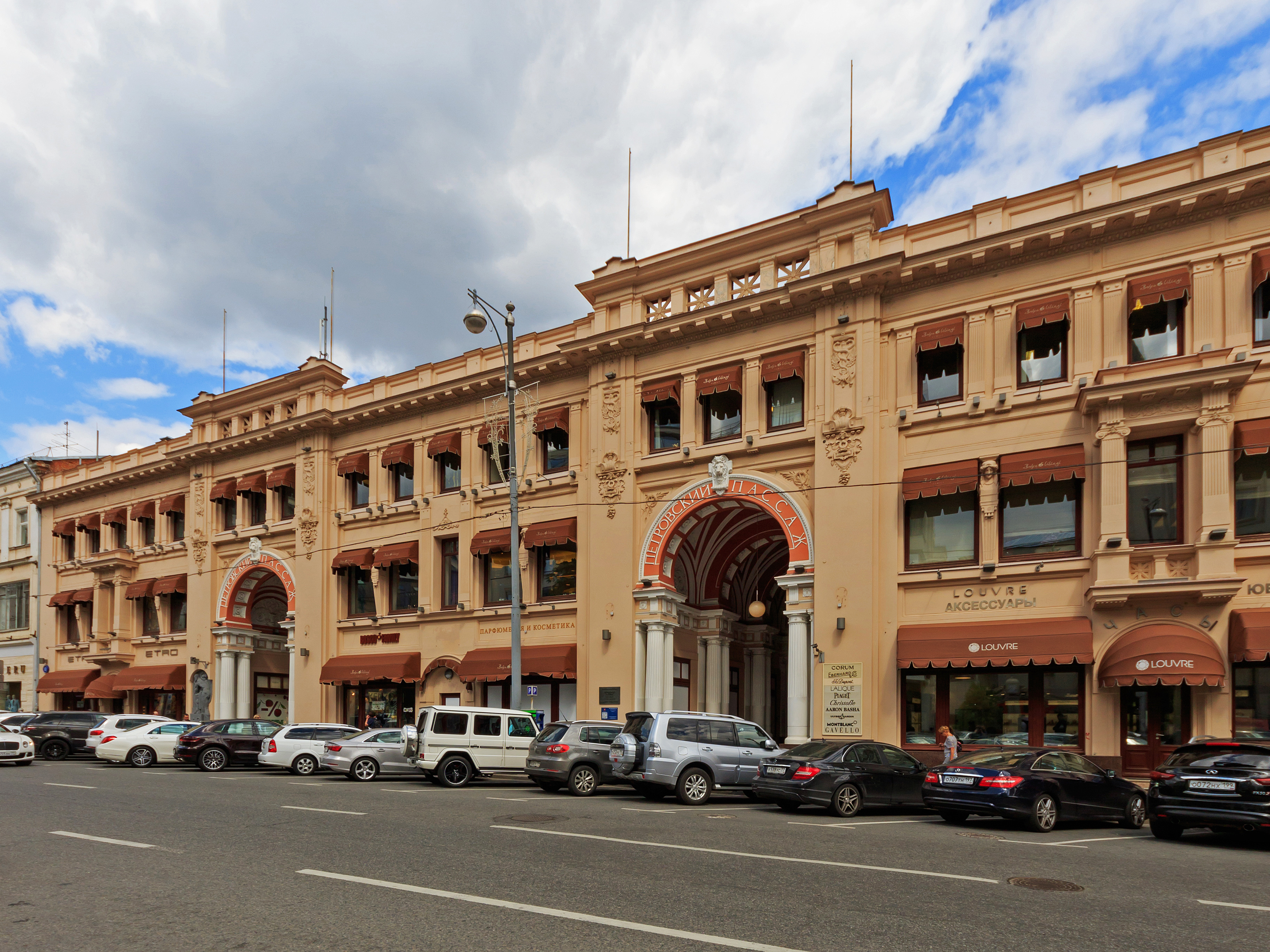
De passage gezien vanaf de straat, juni 2015

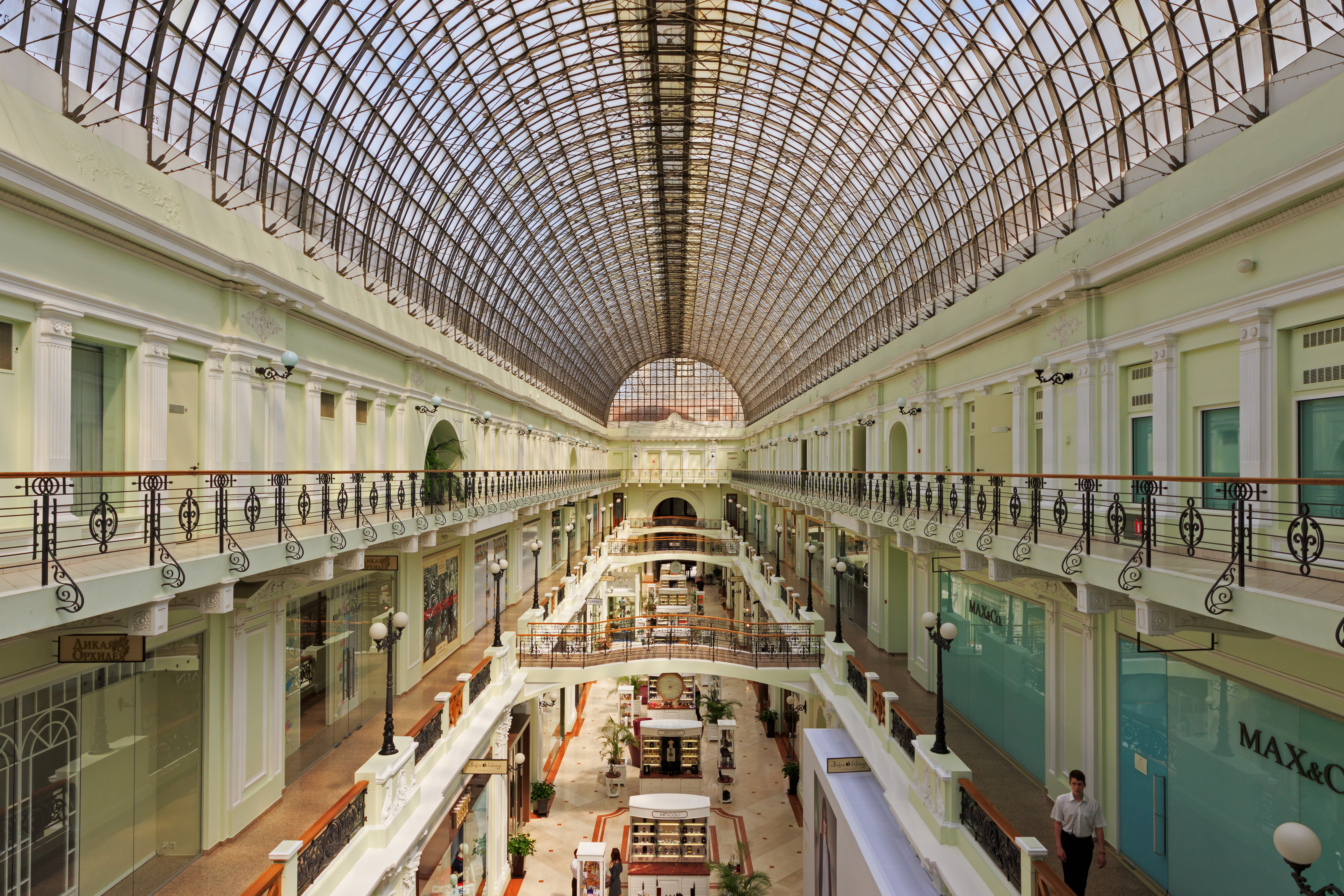
De Petrovskipassage in juni 2015

De Petrovskipassage (Russisch: Петровский Пассаж) is een overdekte winkelstraat in het centrum van de Russische hoofdstad Moskou. Het gebouw in eclectische stijl werd ontworpen door Vladimir Sjoechov, die ook GOeM en de Sjabolovka-toren ontwierp. De opening was in 1906.
Het gebouw bestaat uit drie verdiepingen met galerijen, met daarboven een halfrond glazen gewelf over de gehele lengte van de passage. De galerijen op de eerste verdieping zijn met elkaar verbonden door loopbruggen.
De aanvankelijke naam was Firsanovskipassage, naar de initiatiefneemster: Vera Ivanovna Firsanova. In 1918 werd de passage genationaliseerd en hernoemd, de huidige naam is ontleend aan de straat die met de constructie wordt overdekt.